# Dasygrammitis kinabaluensis
Dasygrammitis kinabaluensis är en stensöteväxtart som beskrevs av Barbara S. Parris. Dasygrammitis kinabaluensis ingår i släktet Dasygrammitis och familjen Polypodiaceae. Inga underarter finns listade.